# Prince of Persia 2: The Shadow and the Flame
Prince of Persia 2: The Shadow and the Flame (с англ. — «Принц Персии 2: Тень и пламя») — компьютерная игра в жанре платформера, выпущенная компанией Brøderbund Software в 1994 году. Сиквел компьютерной игры Prince of Persia. В 2013 году вышло современное переиздание «Prince of Persia The Shadow and the Flame» от компании Ubisoft.

## Сюжет
Действие «Prince of Persia 2» начинается через 11 дней после завершения сюжета первой части игры. Оказывается, злой визирь Джафар и не думал умирать: его выручило знание чёрной магии. Джафар перевоплощается в Принца, превращая самого главного героя в нищего. Принц пытается поговорить с Принцессой, однако Джафар приказывает схватить его. Принцу ничего не остаётся, кроме как выпрыгнуть из окна и бежать из города на торговом судне.
Судно терпит крушение от бури, насланной Джафаром. Принц видит женщину, которая просит найти её. Герой приходит в себя на таинственном острове. Пройдя в пещеру, Принц сражается со скелетами. Наконец, ему удаётся бежать на ковре-самолёте.
Принц достигает другой местности. Там он находит руины таинственного храма, которые усеяны ловушками, а также змеями и таинственными кричащими существами. В храме Принц видит призрак своей матери, которая явилась ему на корабле. Она рассказала Принцу о смерти мужа и о том, как ей пришлось оставить Принца одного, дабы он выжил. Так герой понимает, что он — истинный Принц, чья семья погибла. Принц находит статую лошади и оживляет её.
Принц посещает ещё один храм, населённый людьми, поклоняющимися богине-птице. Принц дает себя убить, призраком берёт пламя храма и возвращается в тело, тем самым вернув себя к жизни (после этого ни один из людей-птиц не осмелится напасть на Принца и тут же, увидев его, падёт ниц). На статуе лошади Принц возвращается назад в Персию. Там он встречает Джафара, который перемещает его на шахматную доску, как в место вечных мучений. Принц сражается с Джафаром. Он перевоплощается в тень, и, используя пламя храма, убивает Джафара, на сей раз окончательно. Принцесса пробуждается от сна, и они вместе с Принцем скачут на коне.

## Ремейк
12 апреля 2013 году Ubisoft анонсировала игру «Prince of Persia The Shadow and the Flame» — ремейк платформера Prince of Persia 2: The Shadow and The Flame, выпущенного в 1993 году. Игра избавилась от цифры «2» в названии, а также получила новую 3D-графику и полностью сенсорное управление.
Компания Ubisoft о «Prince of Persia The Shadow and the Flame»:

Перерождение легендарного экшен-платформера с новыми визуальными эффектами и управлением, разработанным специально для вашего устройства. Действие происходит после событий Prince of Persia Classic, Prince of Persia The Shadow and the Flame продолжает сагу о страннике, рожденном принцем.
Оригинальный текст (англ.)The rebirth of the legendary action-platformer, with brand-new visuals and controls redesigned to fit your device. Set after the events of Prince of Persia Classic, Prince of Persia The Shadow and the Flame continues the saga of the wanderer who was born a Prince.

Создатель Принца Персии Джордан Мехнер о ремейках «Prince of Persia Classic» и «Prince of Persia The Shadow and the Flame»:

Из многих продающихся версий Prince of Persia, ближе к оригинальной игре 1989 года является Prince of Persia Classic от Ubisoft — скролинговый прямой ремейк оригинала с обновленной графикой — и его продолжение, The Shadow and the Flame (Тень и Пламя).
Оригинальный текст (англ.)Of the many versions of Prince of Persia now being sold, the closest to the 1989 game is Ubisoft's Prince of Persia Classic - a side-scrolling direct remake of the original with updated graphics - and its sequel, The Shadow and the Flame.

Создатель серии Prince of Persia Джордан Мехнер оставил запись в своем блоге, где рассказал некоторые любопытные факты об оригинальной игре 1993 года. К примеру, он объяснил, кем была странная женщина, появляющаяся в самом конце игры. Как оказалось, это ведьма, которая должна была стать главным антагонистом третьей части, которая так и не была выпущена. Вдобавок к этому Мехнер выложил в открытый доступ некое подобие дизайн-документа Prince of Persia 2, занимающее 217 страниц в формате PDF.
Мобильная версия «Prince of Persia: The Shadow and The Flame» вышла на устройствах под управлением iOS и Android 25 июля 2013.

## Отзывы
| Сводный рейтинг | Сводный рейтинг |
| Агрегатор       | Оценка          |
| --------------- | --------------- |
| GameRankings    | 63,75 %         |